# Odmy
Odmy – wieś w Polsce położona w województwie warmińsko-mazurskim, w powiecie ostródzkim, w gminie Dąbrówno. W latach 1975–1998 miejscowość administracyjnie należała do województwa olsztyńskiego.
W 1974 r. do sołectwa Odmy (gmina Dąbrówno) należały miejscowości: wieś Odmy i osada Zielonka.